# Складской проезд (Санкт-Петербург)

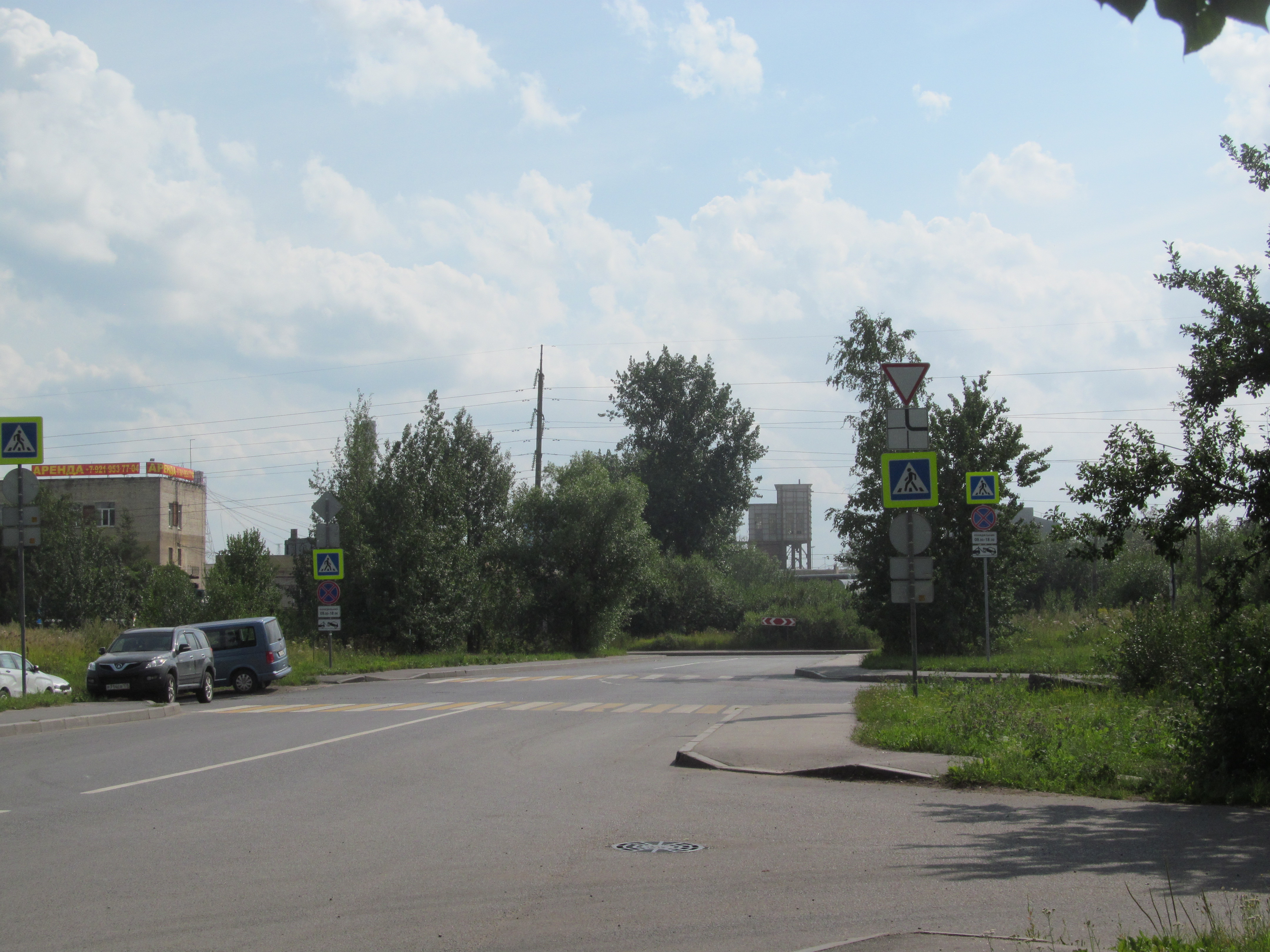
Гаражный (идет прямо), Складской (уходит направо) и Грузовой (в него упирается Гаражный) проезды

Складско́й проезд — улица во Фрунзенском районе Санкт-Петербурга. Проходит от Карпатской улицы до проспекта Девятого Января параллельно Грузовому проезду.

## История
Проезд получил название 19 мая 1975 года. Ничем не примечателен.

## Транспорт
Ближайшие станции метро — «Обухово», «Дунайская» и «Купчино» .

## Пересечения
- Карпатская улица (Скаладской проезд примыкает к ней).
- Софийская улица (пересечение).
- Гаражный проезд (пересечение).
- Проспект Девятого Января — Скаладской проезд примыкает к нему[1].